# Gerumstunneln
Gerumstunneln är en motorvägstunnel på E6 genom Gerumsberget i Tanums kommun i norra Bohuslän. Tunneln invigdes 2015 när motorvägen genom Tanums kommun blev helt färdig. Gerumstunneln utgör en del av den därmed färdigställda motorvägssträckan mellan Oslo och Köpenhamn via Göteborg. Tunneln är 250 meter lång.
När motorvägen projekterades tvingades man bygga den genom hällristningsområdet i Tanum. En tunnel genom Gerumsberget ansågs då som mest skonsamt, då en sådan bedömdes ge minst påverkan på hällristningsområdet som härstammar från bronsåldern. Arbetet påbörjades 2013. Tunneln invigdes 2015 och ersatte då den tidigare E6-sträckningen i området. 